# Акишин, Валерий Алексеевич
Валерий Алексеевич Аки́шин (р. 1954) — советский и российский артист цирка.

## Биография
В. А. Акишин родился 1 ноября 1954 года в Мурманске.
Создатель акробатического ансамбля «Весёлая скакалка», создатель первого в России музея клоунов, основатель циркового шоу в Лас-Вегасе "Akishin 
show", обладатель премии "Серебряный 
клоун", режиссёр-постановщик Цирка Варьете на льду, лауреат премии Ленинского комсомола в области искусства. Его имя вошло в энциклопедию цирка.
Принимал участие в программе «Давай поженимся».

## Награды и премии
- премия Ленинского комсомола (1989) — за номер «Акробаты со скакалками»